# Megasema adducta
Megasema adducta är en fjärilsart som beskrevs av Herz 1902. Megasema adducta ingår i släktet Megasema och familjen nattflyn. Inga underarter finns listade i Catalogue of Life.